# Межконтинентальный кубок по пляжному футболу 2017
Межконтинентальный кубок по пляжному футболу 2017 года (англ. 2017 Beach Soccer Intercontinental Cup) — седьмой розыгрыш этого турнира по пляжному футболу. С 31 октября по 4 ноября 2017 года 8 ведущих национальных сборных из 5 конфедераций приняли участие в борьбе за трофей в Дубае, ОАЭ

## Место проведения
| Дубай | Дубай |
| ----- | ----- |
|       | Дубай |

## Участники
| Команда    | Конфедерация | Квалификация                                         | Участие |
| ---------- | ------------ | ---------------------------------------------------- | ------- |
| ОАЭ        | АФК          | Хозяин турнира                                       | 7-й раз |
| Россия     | УЕФА         | Чемпионат мира по пляжному футболу 2017              | 7-й раз |
| Бразилия   | КОНМЕБОЛ     | Чемпионат мира по пляжному футболу 2017 победитель   | 7-й раз |
| Иран       | АФК          | КЧМ по пляжному футболу 2017 (АФК) победитель        | 5-й раз |
| Мексика    | КОНКАКАФ     | КЧМ по пляжному футболу 2017 (КОНМЕБОЛ) финалист     | 2-й раз |
| Парагвай   | КОНМЕБОЛ     | КЧМ по пляжному футболу 2017 (КОНМЕБОЛ) третье место | дебют   |
| Египет     | КАФ          | КЧМ по пляжному футболу 2017 (КАФ) победитель        | 2-й раз |
| Португалия | УЕФА         | КЧМ по пляжному футболу 2017 (УЕФА) победитель       | дебют   |